# Comuna Dol pri Ljubljani
Dol pri Ljubljani (Občina Dol pri Ljubljani) este o comună din Slovenia, cu o populație de 4.341 de locuitori (2002).

## Localități
Beričevo, Brinje, Dol pri Ljubljani, Dolsko, Kamnica, Kleče pri Dolu, Klopce, Križevska vas, Laze pri Dolskem, Osredke, Petelinje, Podgora pri Dolskem, Senožeti, Videm, Vinje, Vrh pri Dolskem, Zaboršt pri Dolu, Zagorica pri Dolskem, Zajelše